# Zenica
Zenica (chữ Kirin Serbia: Зеница, [zɛnitsa]) là một thành phố công nghiệp ở Bosna và Hercegovina. Nó là thủ phủ của Zenica-Doboj của thực thể Liên bang Bosna và Hercegovina. Zenica có cự ly khoảng 70 km (43 dặm Anh) về phía bắc của Sarajevo là nằm bên sông Bosna, được bao quanh bởi các dãy núi, đồi.
Phổ cổ Stara Čaršija của Zenica có các giáo đường Do Thái cũ, có niên đại từ 1906, hiện nay là Bảo tàng thành phố và gallery nghệ thuật. Ngoài ra còn có nhà thờ Hồi giáo thị trấn (Čaršijska Džamija), đài phun nước một người Áo.